# Camilla Waltersson Grönvall
Maria Camilla Valtersson Grönvall (ur. 19 marca 1969 w gminie Vårgårda) – szwedzka polityk, działaczka Umiarkowanej Partii Koalicyjnej, posłanka do Riksdagu, minister opieki socjalnej (od 2022).

## Życiorys
W 1989 ukończyła szkołę średnią, kształciła się następnie w zawodzie nauczyciela szkoły podstawowej. W 1998 podjęła pracę w gminie Trollhättan. Zaangażowała się w działalność polityczną w ramach Umiarkowanej Partii Koalicyjnej. Od 1995 wybierana na radną w miejscowości Lilla Edet.
W wyborach w 2010 po raz pierwszy uzyskała mandat deputowanej do Riksdagu. Z powodzeniem ubiegała się o poselską reelekcję w 2014, 2018 i 2022.
W październiku 2022 objęła urząd ministra opieki socjalnej w utworzonym wówczas rządzie Ulfa Kristerssona.